# Villatorres
Villatorres es un municipio español de la provincia de Jaén, comunidad autónoma de Andalucía. Nacido de la fusión llevada a cabo por Decreto en 1975 entre los municipios de Torrequebradilla y Villargordo, a los que se les unió el núcleo de población de Vados de Torralba. Tiene una población de 4267 habitantes (INE 2024).
El municipio se encuentra a una altitud media de 347 metros sobre el nivel del mar. Tiene una extensión de 72,71 km².

## Geografía
Villatorres está relativamente cerca de los dos principales núcleos de la provincia de Jaén, la propia capital y Linares, a unos 25 km de ambos. El borde norte del municipio lo delimita el río Guadalquivir, y al oeste discurre el Guadalbullón próximo a su tramo final, con numerosas huertas bordeando la ribera del río.
A través del término municipal discurren varios arroyos que dibujan ondulados paisajes y grandes zanjas alrededor de los olivares, destacando el Arroyo Salado que discurre al oeste de Torrequebradilla.

Los núcleos se hallan cerca de relevantes centros industriales y tecnológicos de la provincia, como Mancha Real, el parque tecnológico Geolit de Mengíbar, o el parque empresarial de Jaén donde se implantará el CETEDEX.
| Noroeste: Mengíbar     | Norte: Torreblascopedro | Nordeste: Begíjar           |
| Oeste: Mengíbar y Jaén |                         | Este: Mancha Real           |
| Suroeste: Jaén         | Sur: Jaén               | Sureste: Jaén y Mancha Real |

## Gentilicio
Según la localidad, el gentilicio para los habitantes de Villatorres es: 
- De Villargordo, villargordeño.
- De Torrequebradilla, torrequebradillenses o popularmente churrianeros, al conocerse también esta localidad entre los vecinos como Churriana.
- De Vados de Torralba, vadeños.

## Geografía humana

### Demografía
Cuenta con una población de 4267 habitantes (INE 2024).
| Gráfica de evolución demográfica de Villatorres entre 1981 y 2021 |
| |
| Población de derecho según los censos de población del INE Población de hecho según los censos de población del INEEntre el censo de 1981 y el anterior, aparece este municipio porque se fusionan los municipios 23089 (Torrequebradilla) y 23100 (Villargordo) |

## Economía

### Evolución de la deuda viva municipal
| Gráfica de evolución de Deuda viva del Ayuntamiento de Villatorres entre 2008 y 2019                                |
| |
| Deuda viva del Ayuntamiento de Villatorres en miles de Euros según datos del Ministerio de Hacienda y Ad. Públicas. |

Un porcentaje alto de la superficie municipal está dedicada al cultivo del olivar, en especial de regadío, que constituye la principal actividad económica. Actualmente cuenta con tres almazaras: La Cooperativa Agrícola Cristo de la Salud, la Cooperativa Agrícola de San Juan y la Cooperativa Aceites San Marcos Evangelista.
Gracias a la ubicación de Villatorres cerca del río Guadalquivir, lo que permite el regadío, prosperan también productos de huerta como el espárrago y la espinaca, lo que ha permitido la implantación de nuevas industrias conserveras para el procesamiento de dichos productos.
Cabe destacar también la existencia de cierta actividad industrial, como la del mueble, la de reparación de maquinaria agrícola y del sector de la construcción.

## Organización político-administrativa

### Elecciones municipales
| Elecciones municipales desde 1979                     |      |      |      |      |      |      |      |      |      |      |      |      |
|                                                       | 1979 | 1983 | 1987 | 1991 | 1995 | 1999 | 2003 | 2007 | 2011 | 2015 | 2019 | 2023 |
| PSOE                                                  | 4    | 7    | 1    | 4    | 4    | 5    | 5    | 6    | 3    | 3    | 3    | 4    |
| PCE/IU                                                | 2    | 1    | 4    | 4    | 4    | 3    | 2    | 1    | 4    | 5    | 5    | 4    |
| AP/PP                                                 | -    | 3    | 4    | 3    | 3    | 3    | 4    | 4    | 4    | 3    | 3    | 3    |
| VOX                                                   | -    | -    | -    | -    | -    | -    | -    | -    | -    | -    | -    | 0    |
| ASIV                                                  | -    | 0    | 2    | -    | -    | -    | -    | -    | -    | -    | -    | -    |
| PA                                                    | -    | -    | -    | -    | -    | -    | -    | 0    | -    | -    | -    | -    |
| CD                                                    | 3    | -    | -    | -    | -    | -    | -    | -    | -    | -    | -    | -    |
| UCD                                                   | 2    | -    | -    | -    | -    | -    | -    | -    | -    | -    | -    | -    |
| En negrilla el partido más votado                     |      |      |      |      |      |      |      |      |      |      |      |      |
| Fuente:Datos de las elecciones municipales desde 1979 |      |      |      |      |      |      |      |      |      |      |      |      |

### Alcaldía
| Periodo   | Nombre                                                                  | Partido |
| --------- | ----------------------------------------------------------------------- | ------- |
| 1979-1983 | Pascual Angulo Fernández                                                |         |
| 1983-1987 | Pascual Angulo Fernández                                                |         |
| 1987-1991 | Sebastián López Mateos                                                  |         |
| 1991-1995 | José Gómez Marfil                                                       |         |
| 1995-1999 | José Gómez Marfil (1995-1996) Juan Antonio Expósito Aznar (1996-1999)   |         |
| 1999-2003 | Juan Antonio Expósito Aznar                                             |         |
| 2003-2007 | Juan Antonio Expósito Aznar (2003-2005) Agustín Moral Troya (2005-2007) |         |
| 2007-2011 | Juan Antonio Expósito Aznar (2007-2008) Martín Lerma Molino (2008-2011) |         |
| 2011-2015 | Sebastián López Mateos                                                  |         |
| 2015-2019 | Sebastián López Mateos                                                  |         |
| 2019-2023 | Miguel Manuel García Moreno                                             |         |
| 2023-act. | Diego Calles Angulo (2023-)                                             |         |

## Personas destacadas
- Francisco Cerezo Moreno, pintor costumbrista del siglo XX